# Gustav Cederwall
Gustav Fredrik Ernst Cederwall, född 5 april 1913 i Björskogs församling, Västmanlands län, död 14 mars 2008 i Saltsjö-Duvnäs, Nacka, var en svensk ämbetsman och nationalekonom. Mellan åren 1961 och 1980 var han landshövding i Västmanlands län.
Cederwall avlade studentexamen 1931 och filosofie kandidatexamen 1934. Han var sekreterare i 1936 års näringsorganisationssakkunniga. Efter filosofie licentiatexamen i nationalekonomi i Stockholm 1939 var Cederwall sekreterare i 1940 års byggnadskostnadssakkunniga och 1941 års befolkningsutredning. Han var tjänsteman i Statens priskontrollnämnd (SPK) 1941–1946 och ledamot där från  1951, sakkunnig vid Konjunkturinstitutet 1946–1949 och från 1951.  1948–1949 ledde han nationalbudgetarbetet. 1949–1951 tjänstgjorde han i Paris som ekonomisk rådgivare vid Organisation for European Economic Co-operation (OEEC), en organisation grundad 1948 för att administrera Marshallplanen, 1961 ombildad till Organisation for Economic Co-operation and Development (OECD). Åren 1953–1956 var han byråchef i Finansdepartementet och ledde arbetet med landets budget, 1956–1960 statssekreterare i Handelsdepartementet samt 1956–1961 ordförande i Delegationen för atomenergifrågor. Han avslutade sin ämbetsmannabana som landshövding i Västmanlands län 1961–1980, med ett avbrott 15 mars 1963–14 maj 1964 då han var finansiell rådgivare i Förenta Nationernas regi åt Kongos regering.
Gustav Cederwall var den fjärde av fem söner till Ernst Johan Cederwall och Vivi Hedvig Lovisa, född Blix. Han gifte sig 1 juli 1944 med Ulla, född Lindgren 23 augusti 1916, död 17 januari 1980, med vilken han från och med 1945 fick barnen Ann, Marie, Erik och Louise. Han är begraven på Nikolai kyrkogård i Örebro.